# Cinema Classico (Torino)
Il Cinema Classico, già Impero, Vittorio Veneto ed Empire, è una storica sala cinematografica di Torino. Si trova in Piazza Vittorio Veneto, nel centro storico ed è dotata di 177 posti.

## Storia
Il cinema venne aperto nel 1913 nell'epoca d'oro del cinema muto cittadino, con il nome Impero con 350 posti, situato nel patio di palazzo Denina, nell'odierna piazza Vittorio Veneto (all'epoca piazza Vittorio Emanuele I). Nel 1942, ingrandite le dimensioni dell'architettura, il nome cambiò in Vittorio Veneto. Un primo restauro venne effettuato nel 1967.
Dal 1979 al 1989, le proiezioni furono a luci rosse; dal 1989 prese il nome di Empire.
Nel 2013 il cinema fu rilevato dalla Movies Inspired S.a.s., società di pluriennale distribuzione cinematografica, che la rese propria sede legale; rinnovata, la struttura inaugurò come "Cinema Classico" il 27 agosto 2014.